# Frank Nitti
Francesco Raffaele Nitto, mais conhecido como  Frank "The Enforcer" Nitti (Angri, 27 de janeiro de 1888 – 19 de março de 1943) foi um gangster ítalo-americano, um dos principais capangas de Al Capone que mais tarde se tornou o chefão da Máfia de Chicago.

## No início e período da Lei Seca
Nitti nasceu na Campânia na década de 1880; sua lápide declara que seu nascimento foi em 1888, mas os documentos de imigração dos Estados Unidos declaram 1883. Ele imigrou para New York City, após a Primeira Guerra Mundial, e anos depois se mudou para Chicago, Illinois, onde se estabeleceu como barbeiro ao mesmo tempo em que vendia joias roubadas. Ele formou um extenso círculo de sócios no submundo de Chicago, o que chamou a atenção do rei do crime de Chicago, Johnny Torrio, conhecido como "The Fox".
Mais tarde, para o sucessor de Torrio, Al Capone, Nitti chefiou uma operação de contrabando e fornecimento de bebidas alcoólicas, importando whisky do Canadá e vendendo pela rede de boates e bares pela cidade. Nitti foi um dos principais tenentes de Capone, graças a sua capacidade de liderança e habilidade gerencial; embora tenha sido apelidado de “The Enforcer” (O Executor), Nitti utilizava seus próprios soldados e subalternos antes que ele próprio necessitasse cometer alguma violência.

## A máfia de Chicago sob a liderança de Nitti
Em 1930, Nitti, como Capone, foi acusado de evasão fiscal. Capone foi sentenciado a onze anos de prisão, Nitt a dezoito meses. Após sua soltura, ele foi reportado pela mídia como novo chefe da Organização; em realidade, ele não tinha o mesmo poder sobre os ‘’’capos’’’ que Capone tinha, assim o império de Al Capone começou a se fragmentar, com Nitti agindo apenas como homem de frente. Em 19 de dezembro de 1932, dois policiais de Chicago balearam Nitti em seu escritório, quase o matando. Alguns historiadores acreditam que eles estavam agindo sob ordens do prefeito Anton Cermak (quem acredita-se, queria redistribuir o império de Nitti para os gangsters favoráveis a ele). Um dos policiais atirou em si próprio para parecer legítima defesa. Infelizmente para a polícia de Chicago (e qualquer outro que estava por trás da tentativa de assassinato), Nitti sobreviveu e foi absolvido da tentativa de assassinato num julgamento em fevereiro de 1933. Os dois policiais foram sumariamente exonerados da força policial.

## A queda
Em 1943. muitos da Organização de Chicago foram indiciados por extorsão contra vários dos maiores estúdios cinematográficos de Hollywood, Los Angeles, Califórnia. Muitos dos chefes da Organização, principalmente o subchefe de Nitti, Paul Ricca, acreditavam que Nitti tinha que ser o bode expiatório para o bem de todos. Temendo outro longo tempo na prisão e possivelmente sofrendo de um câncer em fase terminal, Nitti suicidou-se com dois tiros na cabeça na plataforma da Estação Central de Illinois, em 19 de março de 1943.

## Cultura popular

### Filmes
- Bruce Gordon interpretou Nitti na série de televisão de 1959, Os Intocáveis, que representava o oficial do Departamento do Tesouro, Eliot Ness, combatendo as forças de Nitti e Capone durante o período da Lei Seca.
- Nitti foi interpretado por Harold Stone num filme de Roger Corman, de 1967: The St. Valentine's Day Massacre.
- Sylvester Stallone interpretou também o papel de Nitti no filme Capone(1975) dirigido pór Steve Carver.
- O personagem também apareceu num filme de Brian DePalma, "Os Intocáveis", em 1987, cujo ator era Billy Drago, e foi retratado ficcionalmente como um assassino psicopata, morto quando caiu de um edifício.
- Em 1988, Frank Nitti foi retratado por Anthony LaPaglia no filme para TV Frank Nitti: The Enforcer.
- Stanley Tucci interpretou Nitti em 2002, no filme "Estrada para a Perdição", que retratou o personagem como um feroz capanga de Capone mas também um conselheiro e braço-direito.